# University System of Georgia

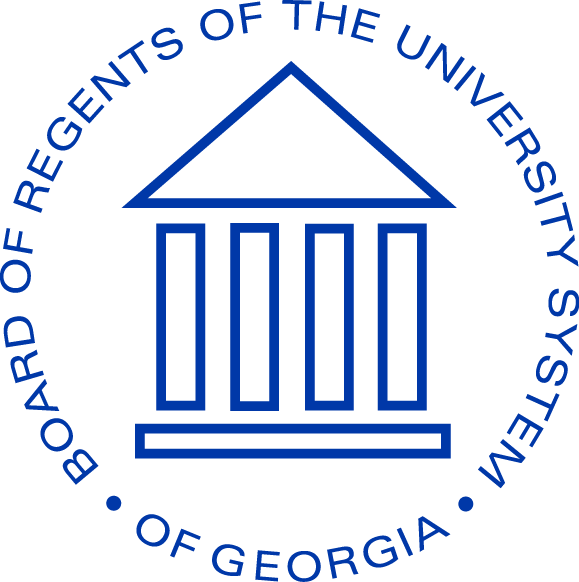
University System of Georgia (Logo)

Das University System of Georgia (USG) ist das State university system, ein Verbund staatlicher Universitäten, des amerikanischen Bundesstaats Georgia. An den 26 Hochschulen des USG waren 2017 etwa 325.000 Studenten eingeschrieben.

## Einrichtungen
Zum USG gehören insgesamt 26 staatliche Hochschuleinrichtungen: Vier Universitäten mit diversen Forschungsschwerpunkten („Research University“), Vier Volluniversitäten mit regionalen Schwerpunkten („Comprehensive University“), Neun öffentliche Hochschulen („State University“) und Neun öffentliche Colleges („State College“). Außer den Hochschulen gehören auch das System der öffentlichen Büchereien („Georgia Public Library Service“) sowie die Staatsarchive Georgias („Georgia Archives“) zum USG.

### „Research Universities“

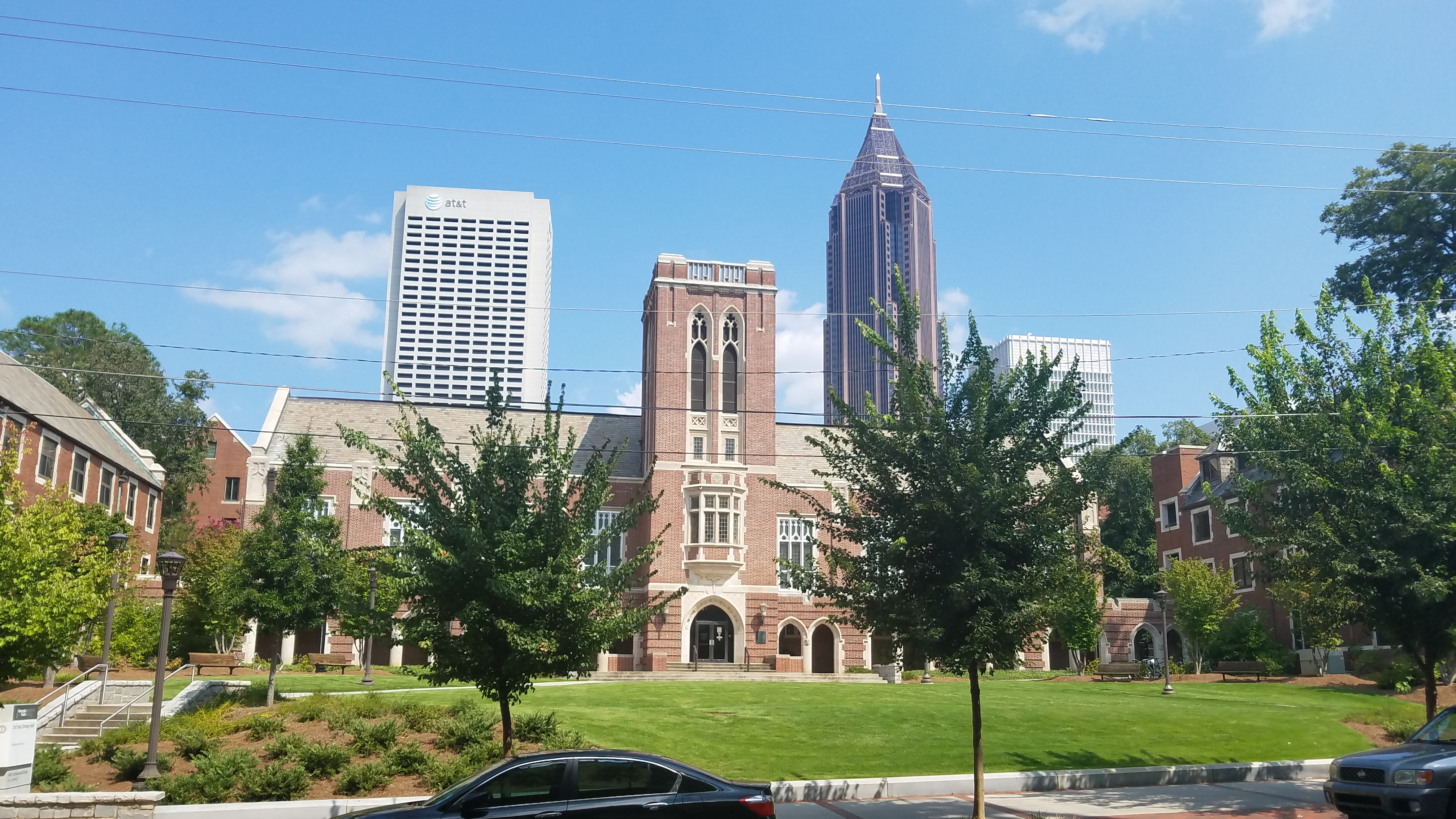
Georgia Institute of Technology in Atlanta

Den Status einer Forschungseinrichtung haben innerhalb des USG die folgenden vier Hochschulen:
- Augusta University in Augusta
- Georgia Institute of Technology in Atlanta
- Georgia State University in Atlanta
- University of Georgia in Athens

### „Comprehensive Universities“

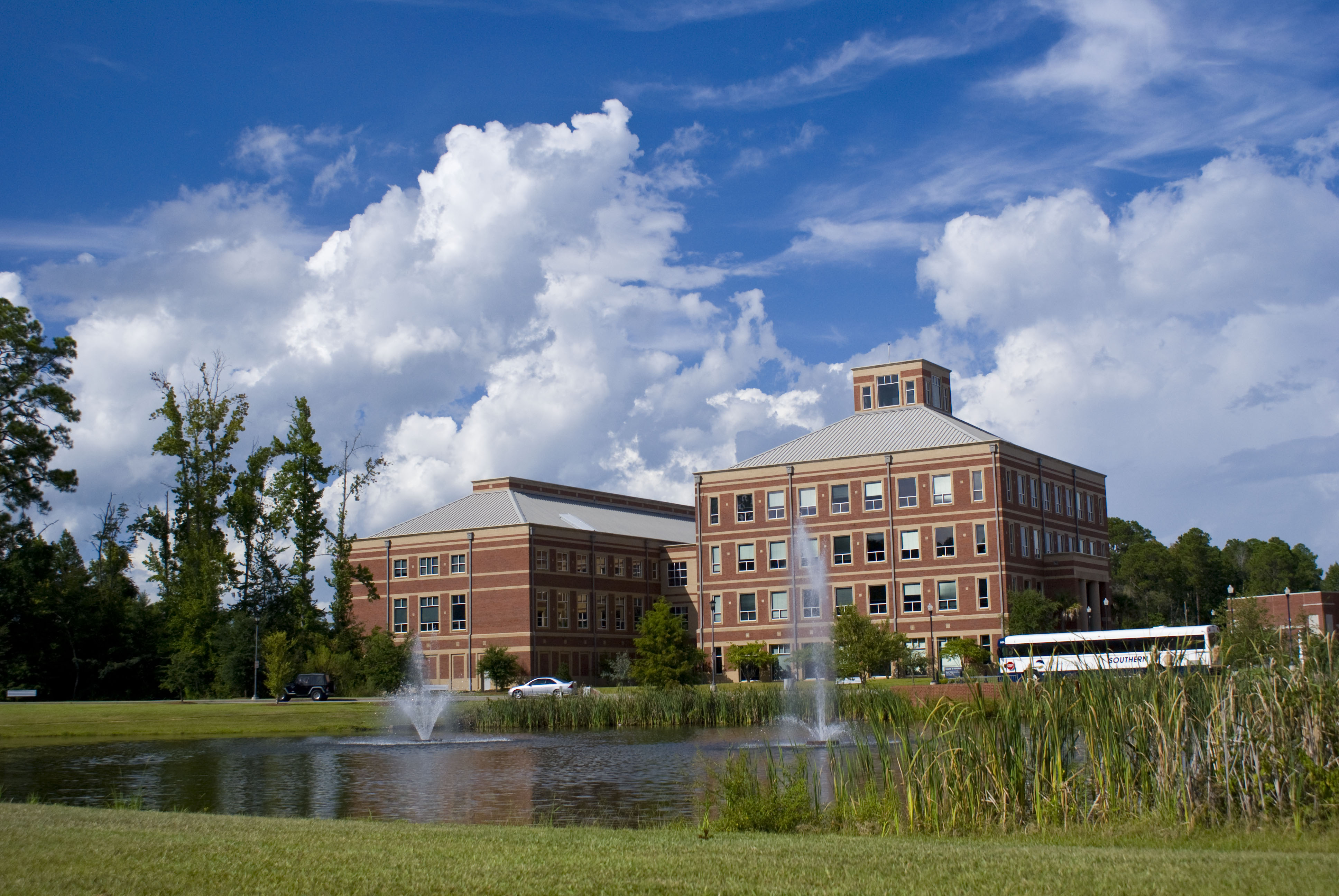
Georgia Southern University in Statesboro

Die folgenden vier Volluniversitäten haben einen allgemeinbildenden Ansatz mit Schwerpunkten auf den Bedürfnissen von Großregionen Georgias:
- Georgia Southern University in Statesboro
- Kennesaw State University in Kennesaw
- University of West Georgia in Carrollton
- Valdosta State University in Valdosta

### „State Universities“

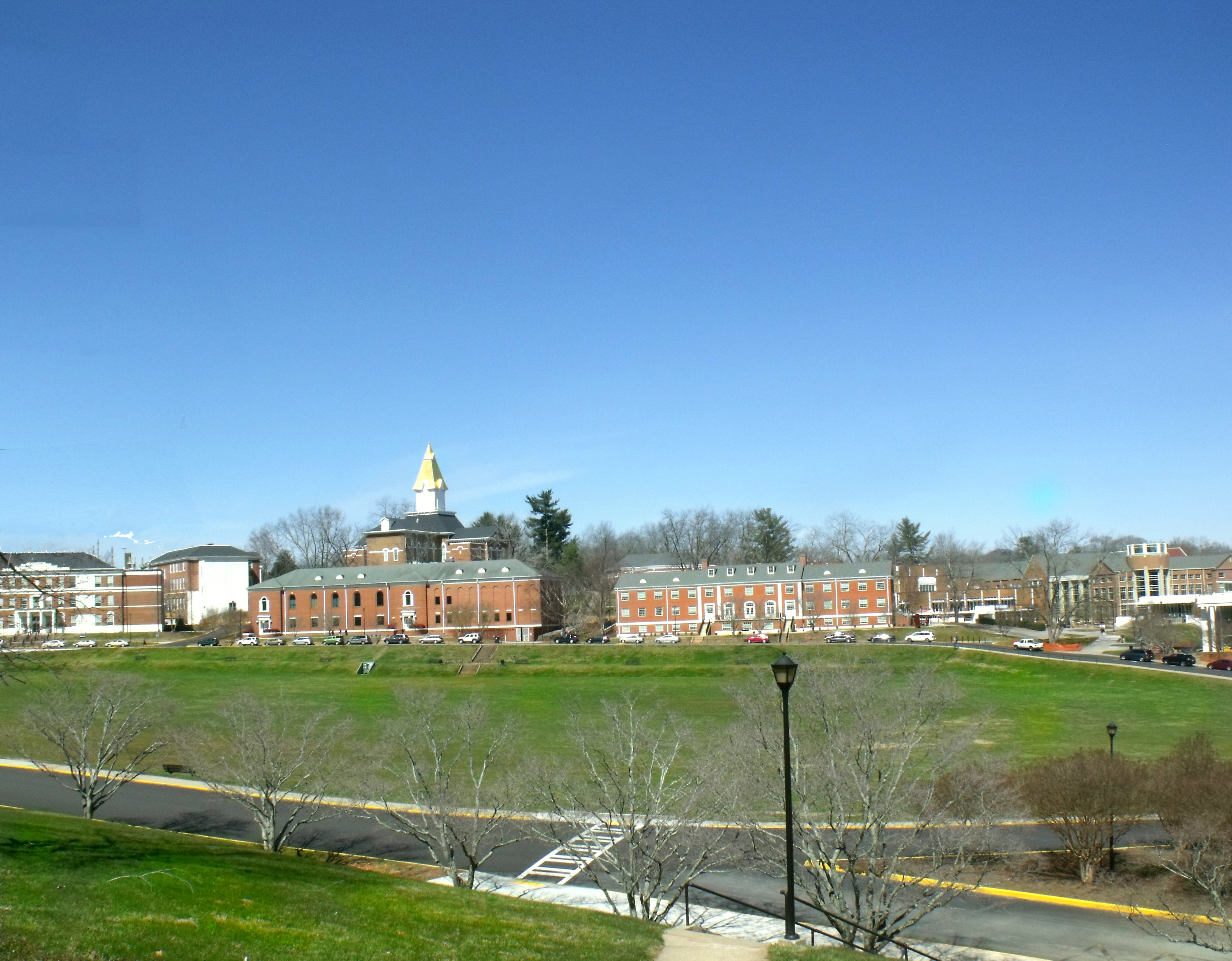
University of North Georgia in Dahlonega

Die folgenden neun Bildungseinrichtungen haben regionale Zuständigkeiten für die nachschulische Bildung:
- Albany State University in Albany
- Clayton State University in Morrow
- Columbus State University in Columbus
- Fort Valley State University  in Fort Valley
- Georgia College and State University in Milledgeville
- Georgia Southwestern State University in Americus
- Middle Georgia State University in Macon
- Savannah State University in Savannah
- University of North Georgia in Dahlonega

### „State Colleges“

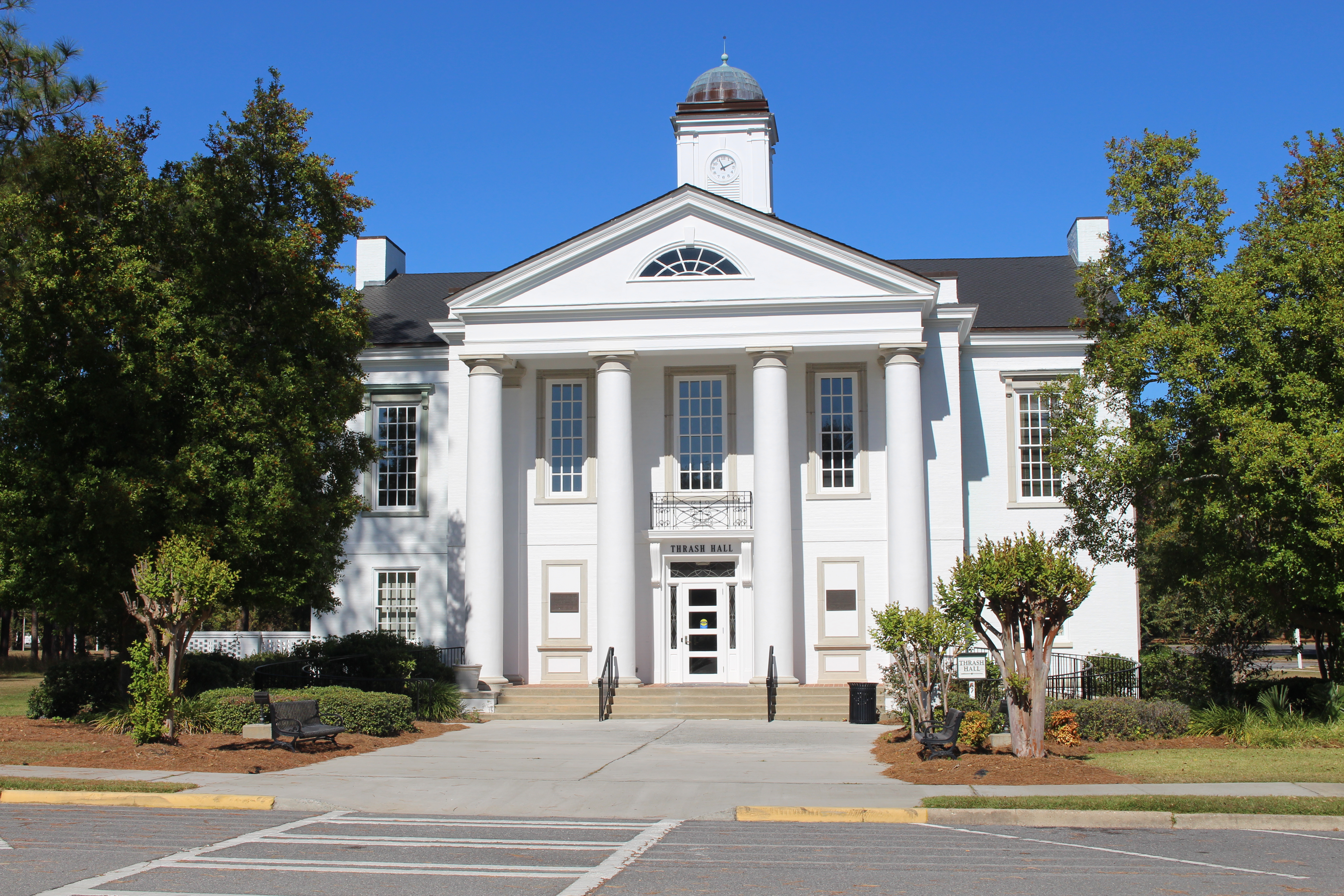
South Georgia State College in Douglas

Die folgenden neun Bildungseinrichtungen setzen für lokale Bedürfnisse auf dem Schulabschluss auf:
- Abraham Baldwin Agricultural College in  Tifton
- Atlanta Metropolitan State College in Atlanta
- College of Coastal Georgia in Brunswick
- Dalton State College in Dalton
- East Georgia State College in Swainsboro
- Georgia Gwinnett College in Lawrenceville
- Georgia Highlands College in Rome
- Gordon State College in Barnesville
- South Georgia State College in Douglas